# Université de l'Ouest de Santa Catarina
L'université de l'Ouest de Santa Catarina (Universidade do Oeste de Santa Catarina ou UNOESC) est une université brésilienne dont le siège se situe à Joaçaba, dans l'ouest de l'État de Santa Catarina. 
L'université est placée sous l'autorité de la fondation UNOESC, entité privée à but non lucratif. Elle fut créée en 1991.
Elle est implantée sur quatre campus: Joaçaba, São Miguel do Oeste, Videira et Xanxerê. Elle accueille plus de 15 000 étudiants.